# Arthur Rackham
Arthur Rackham, född 19 september 1867 i London, död 6 september 1939 i Limpsfield, Surrey, var en brittisk illustratör, framförallt känd för sina illustrationer av barnböckerna Peter Pan i Kensington Garden, Det susar i säven och Alice i Underlandet. Han illustrerade även klassiska verk av William Shakespeare samt Aisopos fabler.
Arthur Rackham influerade bland annat den svenske tecknaren och animatören Gustaf Tenggren.

## Urval av illustrationer

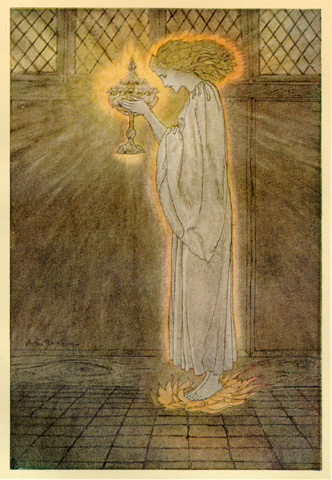
Från The Romance of King Arthur and His Knights of the Round Table av Alfred W. Pollard
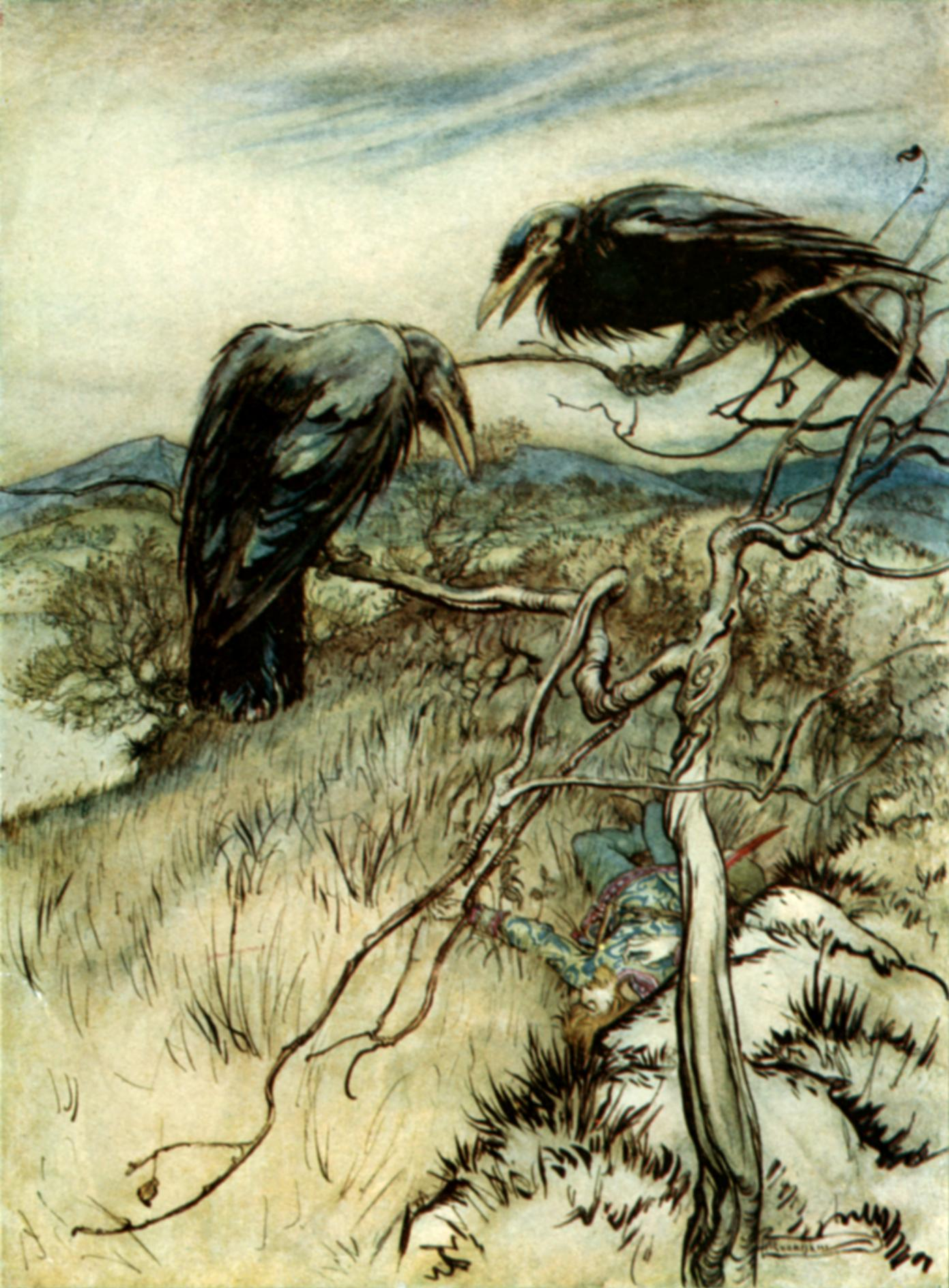
Från Some British Ballads
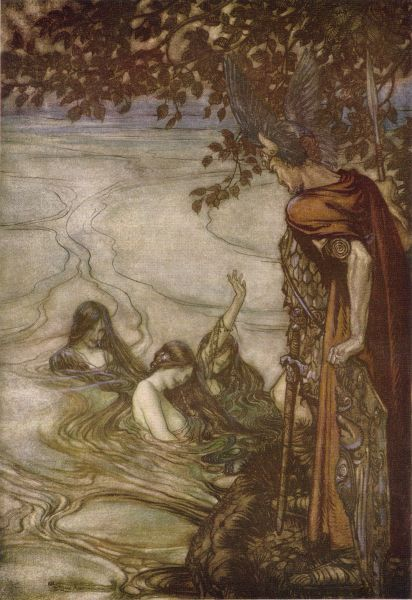
Från Richard Wagners Nibelungens ring
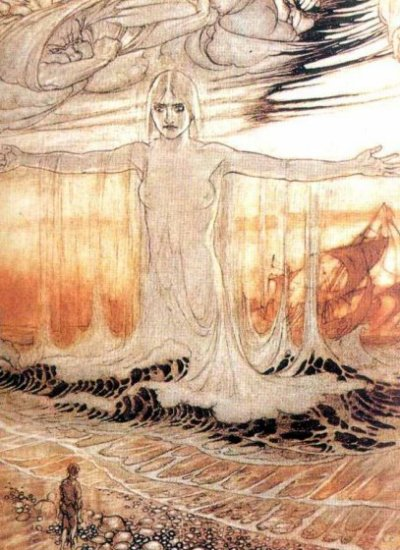
Skeppbruten man inför Ran (1911)